# Giovani Comunisti/e
Giovani Comunisti/e (GC) è l'organizzazione giovanile del Partito della Rifondazione Comunista, che riunisce gli iscritti al partito che non hanno ancora compiuto 30 anni.

## Storia
Pur essendo il Partito della Rifondazione Comunista nato nel 1991, non ha avuto un'organizzazione giovanile stabile fino all'estate del 1994 quando Marco Rizzo costituì appunto i Giovani Comunisti, che ebbero la loro conferenza costitutiva ufficiale qualche tempo dopo, il 6 febbraio 1995. In seguito nel febbraio 1996 si tenne a Bari la I Assemblea Nazionale, mentre il 16 luglio 1997 a Roma fu convocata la II Assemblea Nazionale.
Dal 5 al 7 dicembre 1997 si tenne a Chianciano la I Conferenza Nazionale dei Giovani Comunisti, l'equivalente di un congresso. In quell'occasione vennero messi ai voti due documenti: Giovani comunisti e comuniste. Trasformare il presente per conquistare il futuro e Giovani e conflitto sociale. Le giovani generazioni parte integrante di un moderno blocco sociale per l'alternativa anticapitalista. Solo un anno dopo, il 29 settembre 1998, i Giovani Comunisti vissero i turbamenti dovuti alla scissione dei Comunisti Italiani dal Partito della Rifondazione Comunista. Il gruppo dirigente di 34 membri risultò diviso in quattro componenti: con Bertinotti sono in 20, solo 5 per Cossutta. Alla sinistra restano in 9.
Dalla nascita i Giovani Comunisti diventarono sempre più parte integrante dei movimenti, partecipando ai fatti del G8 di Genova del 2001 e organizzando attività sul fronte dell'antiproibizionismo, nel movimento per i diritti degli immigrati, nella lotta per il diritto alla casa, nel movimento No TAV, nella lotta contro la privatizzazione dell'acqua e nelle iniziative antifasciste. Dal 4 al 7 luglio 2002 si tenne a Marina di Massa la II Conferenza Nazionale, nella quale vennero presentati quattro documenti: Giovani Comunisti/e sempre ribelli! (doc. 1, bertinottiani e area-Erre, 63,92%), Giovani E Comunisti (doc. 3, L'Ernesto, 18,33%), Per l'egemonia del progetto rivoluzionario tra i giovani (doc. 2, Progetto Comunista, 10,43%), Giovani Comunisti: disobbedienti o rivoluzionari? (doc. 4, FalceMartello, 7,32%).
Dal 20 al 23 settembre 2006 a Roma si è svolta la III Conferenza Nazionale, nella quale furono presentati cinque documenti: Rigenerazioni. GC: l'autonomia di una generazione che diserta, disobbedisce, ama (appoggiata da quella che allora era la corrente di maggioranza bertinottiana e che in seguito si sarebbe divisa fra i sostenitori di Nichi Vendola e quelli di Paolo Ferrero durante il VII congresso del Partito della Rifondazione Comunista, 62,84% dei voti), Giovani e Comunisti oggi: trasformiamo il presente, conquistiamo il futuro (Essere Comunisti, L'Ernesto, 16,59%), Giovani comunisti: di lotta o di governo. Per una sinistra anticapitalista globale (Sinistra Critica, 10,52%), Giovani comunisti, rivoluzionari del XXI secolo (FalceMartello, 6,99%), Il cuore dell'opposizione (di Peppe D'Alesio e Filippo Benedetti, oggi Controcorrente, 3,1%).
L'8 febbraio 2009 i due portavoce nazionali presentarono le dimissioni insieme all'intero esecutivo, in coerenza con la scelta di abbandonare Rifondazione Comunista da parte di Nichi Vendola e della maggioranza della seconda mozione del VII congresso del Partito della Rifondazione Comunista (Rifondazione per la Sinistra), minoritaria nel partito ma maggioritaria nella dirigenza dei Giovani Comunisti. Venne quindi convocata la IV Conferenza Nazionale, svoltasi a Pomezia dal 19 al 21 febbraio 2010, che vide confrontarsi due documenti: il primo, che riunisce le aree Essere Comunisti, L'Ernesto, Sinistra Comunista e gli appartenenti a "Rigenerazioni" dal titolo Una generazione di sogni, conflitti e rivoluzioni, che ha raccolto il 75,5% dei consensi (primo firmatario, il coordinatore nazionale, Simone Oggionni); il secondo della corrente trotskista FalceMartello chiamato Lottare, occupare, resistere, che ha raccolto il 24,5%. La IV Conferenza ha poi eletto un coordinamento nazionale nel quale la maggioranza relativa fa capo alla componente di Essere Comunisti.
Dal 1998 al 2012 si è tenuto annualmente nella prima settimana di settembre un campeggio nazionale. Nel 2009, per la prima volta, il campeggio è stato organizzato insieme ai giovani della Federazione Giovanile Comunisti Italiani, l'organizzazione giovanile del Partito dei Comunisti Italiani. Il 4 e 5 giugno 2011, nell'ambito della costruzione di un soggetto unitario all'interno della Federazione della Sinistra, si è tenuta un'assemblea nazionale durante la quale è nata la associazione giovanile Ribalta Alternativa Ribelle, nella quale i Giovani Comunisti si sono federati con la Federazione Giovanile Comunisti Italiani. Dopo lo scioglimento a fine 2012 della Federazione della Sinistra, i Giovani Comunisti hanno riacquisito autonomia e indipendenza.
Il 26 ottobre 2014, in seguito a un'assemblea e alla nascita della associazione "Sinistra Lavoro", alcuni Giovani Comunisti aderenti all'area "Essere Comunisti", il coordinatore nazionale Simone Oggionni e altri membri del coordinamento nazionale hanno abbandonato le cariche ricoperte e la giovanile.
Il 7 dicembre 2014 i rimanenti componenti dell'esecutivo e del coordinamento nazionale di concerto con esponenti locali dei Giovani Comunisti convocano a Roma un attivo nazionale degli iscritti per decidere il futuro della giovanile.
Il 24 e il 25 ottobre 2015 si tiene a Roma la V Conferenza nazionale dei Giovani Comunisti la quale, a causa di forti dissidi tra l'ex dirigenza e la maggioranza dei militanti dei territori, si conclude senza che siano posti in votazione gli emendamenti al documento nazionale e con l'abbandono dell'aula da parte della maggioranza della presidenza. Vengono comunque eletti gli organismi dirigenti e votato il documento conclusivo. Il 14 novembre la prima seduta del coordinamento nazionale elegge separatamente Claudia Candeloro e Andrea Ferroni portavoce nazionali dei Giovani Comunisti, entrambi senza maggioranza assoluta. Nel successivo coordinamento nazionale del 16 e 17 gennaio 2016 viene eletto l'esecutivo nazionale, a maggioranza relativa.
Il 9 e 10 marzo 2019 si tiene a Torpignattara la VI Conferenza nazionale dei Giovani Comuniste/i. I 60 delegati provenienti da tutta Italia e dalla federazione estera hanno approvato all'unanimità il documento politico conclusivo dal titolo Riprendiamoci il nostro futuro, costruire l’opposizione politica e sociale ed eletto, sempre a l'unanimità, il nuovo Coordinamento Nazionale a 27 membri fra uomini e donne. Alla fine dei lavori si è subito riunito il nuovo coordinamento nazionale alla presenza di 23 membri che ha rieletto a larga maggioranza il Coordinatore Nazionale Andrea Ferroni con 17 voti favorevoli, 4 contrari e 2 astenuti. Alla Conferenza è stata ospite la figlia del rivoluzionario Ernesto Che Guevara Aleida alla quale è stata conferita la tessera onoraria dei Giovani Comuniste/i. 
Il 15 e 16 luglio 2023 presso la Casa del popolo di Solaio (Pietrasanta) si svolge la VII conferenza nazionale dell'organizzazione dal titolo Osare lottare, osare vincere! Gli oltre settanta delegati a rappresentanza delle varie federazioni hanno unitariamente eletto il nuovo coordinamento nazionale che si presenta quasi completamente rinnovato. All'unanimità viene approvato il documento politico conclusivo ed eletto portavoce nazionale Paolo Bertolozzi, già membro del precedente CN.
Negli anni successivi l'organizzazione partecipa a varie campagne e mobilitazioni nazionali come Stop Rearm Europe.

## Struttura
Il Coordinamento nazionale è il massimo organismo dell'organizzazione giovanile, esso è composto da un numero variabile di membri. L'organo esecutivo è l'Esecutivo nazionale, rappresentato dai due Portavoce nazionali, un uomo e una donna o da un Coordinatore unico. I Giovani Comunisti a livello locale ricalcano in linea di massima le strutture del Partito costituendosi in circoli, federazioni e assemblee regionali. Lo Statuto dà la possibilità alla giovanile di sperimentare strutture alternative.

## Obiettivi e rivendicazioni
Per quanto concerne il diritto allo studio, i Giovani Comunisti/e si battono per un'istruzione pubblica, gratuita, laica e solidale contro le politiche che dividono gli studenti e le università in serie A e B e si oppongono all'alternanza scuola-lavoro e al numero chiuso.
Sul fronte lavoro rivendicano la necessità di liberare tempo di vita dal lavoro a fronte della progressiva automazione, un reddito universale, la riduzione dell'orario di lavoro a parità di salario, l'introduzione di un salario minimo garantito e un sistema di welfare con tutele collettive.
All'avanzata delle destre e della xenofobia, del razzismo e del sessismo oppongono la loro presenza nelle strade e nei quartieri.
Sostengono i movimenti femministi contro ogni forma di patriarcato e di controllo del corpo delle donne, rivendicano la gratuità dei contraccettivi e dei dispositivi igienici e sanitari femminili, difendono il diritto all'aborto e sono a favore dei diritti di ogni tipo di amore e famiglia.
Da anni sono in prima linea in azioni di autorganizzazione dal basso e nella costruzione di pratiche sociali, hanno prestato assistenza in luoghi colpiti da calamità naturali e fanno delle loro sedi luoghi di doposcuola, mercatini del libro e gruppi di acquisto popolare.
Sono impegnati a favore della pace, del disarmo e del diritto all'autodeterminazione dei popoli.
Nel corso della pandemia di COVID-19 hanno portato avanti campagne per il blocco delle attività non essenziali, il reddito per tutte/i, l'emergenza affitto e la difesa della sanità pubblica.
In occasione del referendum costituzionale sulla riduzione del numero dei parlamentari i Giovani Comunisti/e hanno aderito a NOstra-Comitato Giovanile per il No al Referendum Costituzionale sostenendo che tale riforma penalizzasse la rappresentanza e rivendicando nel contempo il ritorno a un sistema elettorale proporzionale.

## Organi nazionali

### Coordinatori e portavoce nazionali
- Marco Rizzo (1994-1995)
- Gennaro Migliore (1995-1997)
- Giuseppe De Cristofaro (1997-2002)
- Nicola Fratoianni (2002-2004)
- Michele De Palma (2004-2006)
- Elisabetta Piccolotti e Federico Tomasello (2006-2009)
- Anna Belligero (2010-2015) e Simone Oggionni (2010-2014)
- Claudia Candeloro (2015-2018) e Andrea Ferroni (2015-2019)
- Andrea Ferroni (2019-2023)
- Paolo Bertolozzi (dal 2023)[8]

## Conferenze e Assemblee Nazionali
- Conferenza Nazionale Costitutiva – Firenze, 6 febbraio 1995 – Progetto Giovani
- I Assemblea Nazionale – Bari, 4 febbraio 1996 – I soggetti del conflitto. La proposta dei Giovani Comunisti
- II Assemblea Nazionale – Roma, 16 luglio 1997
- I Conferenza Nazionale – Chianciano Terme, 5-7 dicembre 1997
- II Conferenza Nazionale – Marina di Massa, 4-7 luglio 2002
- III Assemblea Nazionale – Genova, 16-18 aprile 2004
- III Conferenza Nazionale – Roma, 20-23 settembre 2006
- IV Conferenza Nazionale – Pomezia, 19-21 febbraio 2010
- V Conferenza Nazionale – Roma, 24-25 ottobre 2015 – Vogliamo la luna!
- VI Conferenza Nazionale – Roma, 9-10 marzo 2019 – Innovare l'organizzazione, riprendersi il futuro, costruire l'opposizione politica e sociale!
- VII Conferenza Nazionale – Pietrasanta, 15-16 luglio 2023 – Osare lottare, osare vincere!

## Simboli

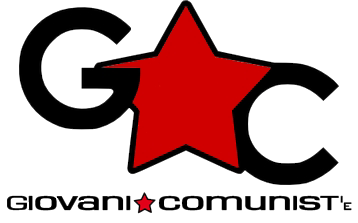
Simbolo in uso dal 2010 al 2020
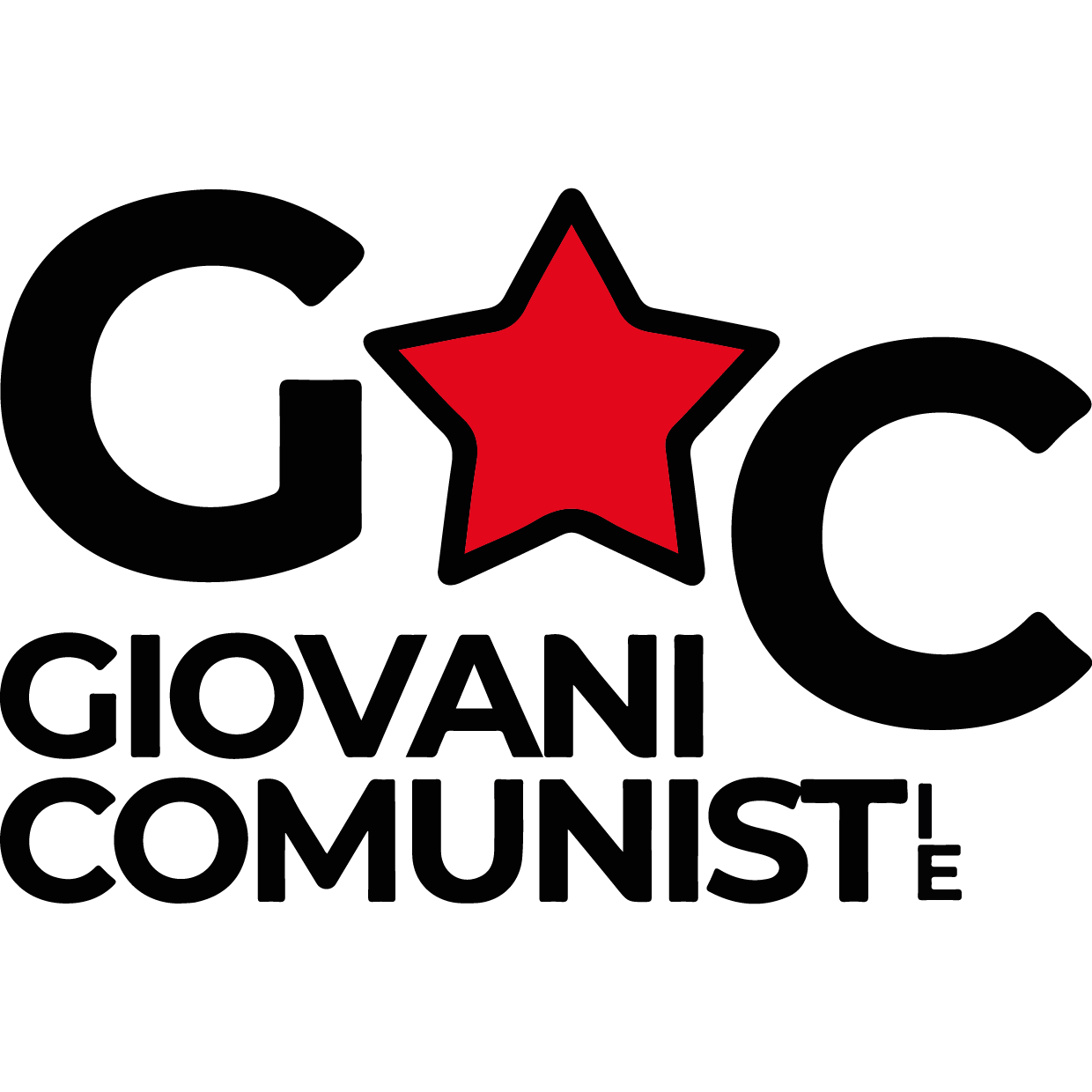
Simbolo in uso dal 2020

## Iscritti
- 1996 – 10.387
- 1997 – 12.804
- 1998 – 12.183
- 1999 – 10.112
- 2000 – 8.900
- 2001 – 11.916
- 2002 – 12.318
- 2004 – 14.425
- 2005 – 14.557
- 2006 – 15.433
- 2009 – 6.617
- 2010 – 8.100
- 2013 – 7.880
- 2015 – 1.500
- 2019 – 464[9]
- 2023 – 631[senza fonte]
- 2024 – 845
- 2025 – 1.107